# Vlasta Chramostová

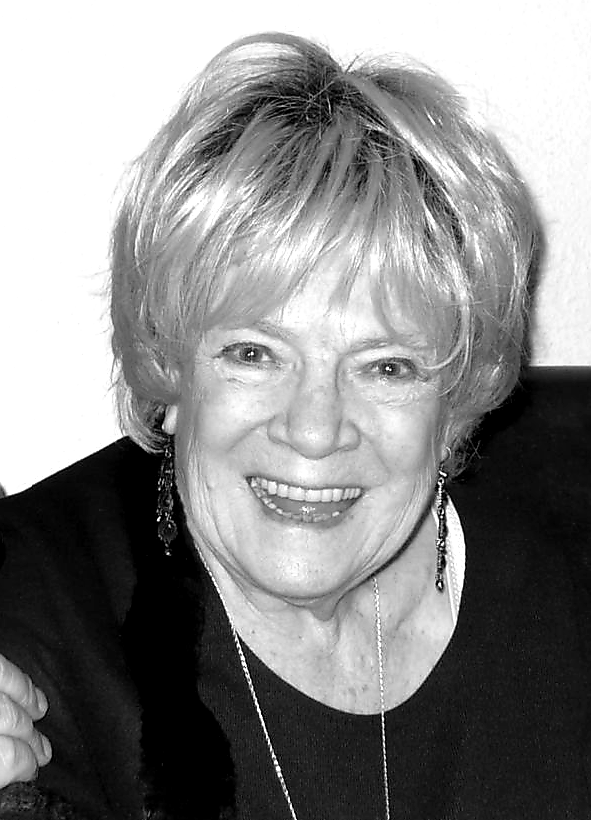
Vlasta Chramostová.

Vlasta Chramostová, född 17 november 1926 i Brno, Tjeckoslovakien, död 6 oktober 2019 i Brno, Tjeckien, var en tjeckisk skådespelare. Hon filmdebuterade 1950 och kom även att spela på Nationalteaterns scen.
Chramostová var en av undertecknarna av Charta 77 som var en protest mot det tjeckoslovakiska kommunistpartiet och ledde till yrkesförbud. Hon engagerade sig även i Sammetsrevolutionen 1989 och återkom som skådespelare under 1990-talet.

## Filmografi, urval
- 1953 – Blodets hemlighet
- 1960 – Att vara ung
- 1963 – En dag kom en katt
- 1965 – Bílá paní
- 1968 – Spalovac mrtvol
- 1998 – Je treba zabít Sekala